# Lucía Teresa Hipólito
Lucía Teresa Hipólito Cubedo (Valencia, 17 de abril de 1982) es una investigadora y docente universitaria española. Es Licenciada en Farmacia por la Universidad de Valencia y actualmente compagina docencia en la Universidad de Valencia, Facultad de Farmacia, Departamento de Farmacia y Tecnología Farmacéutica, como profesora Ayudante Doctora; y la investigación, dentro del grupo de Investigación del Tratamiento del Alcoholismo. Tras su licenciatura en 2005, inició su doctorado, consiguiendo el título de Doctora en farmacia en 2011 obteniendo el Premio Extraordinario de Doctorado, quedándose en la Universidad de Valencia para ejercer como docente. Ha sido también investigadora postdoctoral desde 2011 hasta 2014 en el departamento anesthesiology en la Universidad de Columbia en Nueva York en Estados Unidos. En cuanto a sus actividades académicas es profesora Ayudante Doctora desde 2014 en el Departamento de Farmacia y Tecnología Farmacéutica en la Universidad de Valencia.

## Investigación
El objetivo fundamental de su investigación es el estudio de los mecanismos neurobiológicos subyacentes a la adicción. Realizó su tesis doctoral bajo la dirección de los doctores Granero y Polache. En este periodo, estudió el papel de los metabolitos del etanol (Salsolinol) como mediadores de las respuestas neurofarmacológicas responsables de los fenómenos adictivos del etanol. Fruto de estas investigaciones alcanzó uno de los principales logros científicos de su trayectoria: el reconocimiento de la participación del Salsolinol en los efectos neurobiológicos del etanol y su mecanismo de acción a través de agonismo del receptor opioide mu. Estos resultados, además permitieron el desarrollo de una nueva estrategia farmacológica para el tratamiento de la recaída en el alcoholismo: el uso de D-penicilamina como agente secuestrante del acetaldehído, impidiendo por tanto, la formación de Salsolinol.
Durante su etapa como PhD en la Universidad de Cambridge y en la Universidad de Nueva York (concretamente en la de medicina y odontología, cuya sede está en Nueva Jersey) entró en contacto con el proyecto IMAGEN (trata de desarrollar un modelo animal, en concreto en rata, que permitiese investigar la base biológica de la adicción del Alcoholismo), pasando a ser colaboradora en el mismo.
Finalmente, como investigadora postdoctoral en la Universidad de Columbia (USA) bajo la supervisión de J Morón, trabajó en diversos proyectos de investigación centrados en la adicción a opioides, mecanismos neurobiológicos de la tolerancia y la neurobiología del dolor inflamatorio. En este laboratorio desarrolló los experimentos que muestran cómo el dolor modifica los patrones de consumo de la heroína a través de alteraciones en la transmisión dopaminérgica del sistema mesolímbico. Este trabajo, se publicó en 2015 en la revista The Journal of Neuroscience y fue seleccionado para “Adiction” y galardonado como “hot topic poster” en el congreso anual de la Society For Neuroscience en 2013.
También ha realizado diversas publicaciones en revistas internacionales. En uno de ellos descubrió, junto a su equipo, una nueva estrategia terapéutica para el tratamiento del dolor inflamatorio. De hecho esta investigación ha sido galardonada por encontrarse entre los 10 artículos más citados de 2015 y también fue publicada en varios medios de comunicación.
Además de su actividad científica, también está comprometida con la divulgación científica y con temas de igualdad de oportunidades para las mujeres en el campo de las ciencias. En marzo de 2016 estuvo como invitada en el “Diálogo Mujeres y Ciencia”, organizado por el Ayuntamiento de Valencia dentro de los actos de la celebración del Día Internacional de la Mujer.

## Publicaciones
Entre sus publicaciones se destacan:
- Inflammatory Pain Promotes Increased Opioid Self-Administration: Role of Dysregulated Ventral Tegmental Area μ Opioid Receptors.

Hipólito L, Wilson-Poe A, Campos-Jurado Y, Zhong E, Gonzalez-Romero J, Virag L, Whittington R, Comer SD, Carlton SM, Walker BM, Bruchas MR, Morón JA.
J Neurosci. 2015 Sep 2;35(35):12217-31. doi: 10.1523/JNEUROSCI.1053-15.2015.
- Morphine Regulated Synaptic Networks Revealed by Integrated Proteomics and Network Analysis.

Stockton SD Jr, Gomes I, Liu T, Moraje C, Hipólito L, Jones MR, Ma'ayan A, Morón JA, Li H, Devi LA. Mol Cell Proteomics. 2015 Oct;14(10):2564-76. doi: 10.1074/mcp.M115.047977. Epub 2015 Jul 6.
- In vivo activation of the SK channel in the spinal cord reduces the NMDA receptor antagonist dose needed to produce antinociception in an inflammatory pain model.

Hipólito L, Fakira AK, Cabañero D, Blandón R, Carlton SM, Morón JA, Melyan Z. Pain. 2012 Mar;156(5):849-58. doi: 10.1097/j.pain.0000000000000124.